# Pedreguer
Pedreguer è un comune spagnolo di 7 480 abitanti situato nella comunità autonoma Valenciana.

## Storia
Ricca è la presenza di resti antichi nel comune di Pedreguer.
I reperti archeologici testimoniano un'intensa occupazione del territorio che spazia dall'Età del Bronzo al periodo Iberico e all'occupazione romana (notoriamente al Castillo d'Ocaive, anticamente noto come Olocaive).
Durante l'epoca musulmana, Pedreguer fu un possedimento arabo. Dopo la Reconquista fu di Ximén Carroç e donato posteriormente ad Andrés e Alberto Flix nel 1249. Fu in seguito possedimento di Roís de Corella, della famiglia Pujades e dei conti di Anna i Cervelló.
Nel 1609, Filippo III di Spagna dichiarò l'espulsioni dei mori dalla Spagna. Così il comune di Pedreguer (che era abitato in maggioranza da popolazione musulmana) si trovò spopolato e abitanti provenienti dalle Isole Baleari vennero a stabilirsi nella regione.

## Attrazioni turistiche

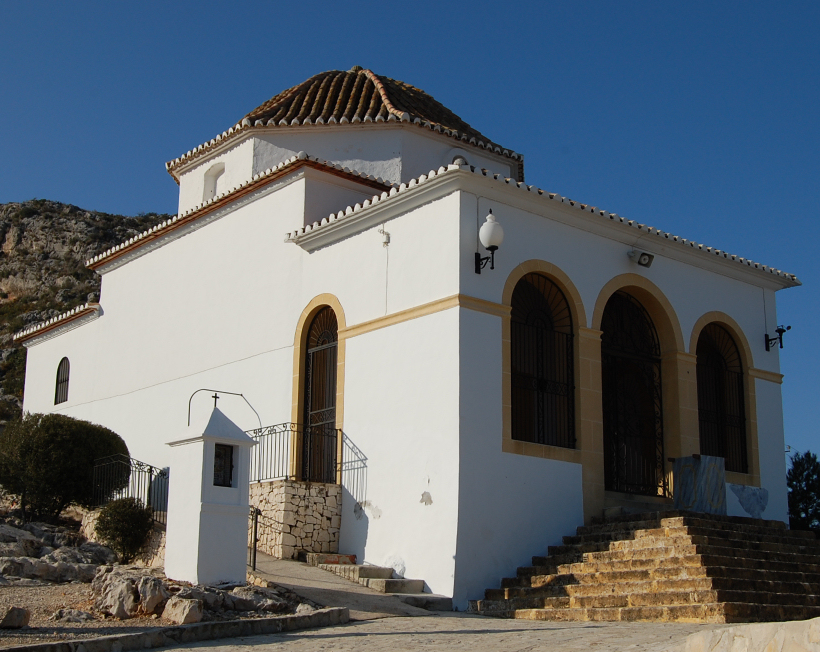
Cappelletta di San Blas (XVIII secolo)

Nel paese di Pedreguer vi sono da visitare la chiesa parrocchiale del 1574 e l'Asilo-Hospital.
Fuori città vi è un eremitaggio dedicato a San Blás e un Calvario.
Vi sono numerose piste per escursioni nel comune di Pedreguer. Molto suggestive sono le piste che conducono ai castelli di Aixa e di Olcaive. Una dei cammini più conosciuti (oggi una delle principali vie di collegamento al paese) è la strada che conduce a Xara, famosa anche per via di una nota canzone locale.